# هانلی هیلز (میسوری)
هانلی هیلز (به انگلیسی: Hanley Hills) یک روستا (ایالات متحده آمریکا) در ایالات متحده آمریکا است که در شهرستان سنت لوئیس، میزوری واقع شده‌است.
 هانلی هیلز ۰٫۹۴ کیلومتر مربع مساحت و ۲٬۱۰۱ نفر جمعیت دارد و ۱۶۵ متر بالاتر از سطح دریا واقع شده‌است.